# Felix, Almería
Felix este o municipalitate din provincia Almería, Andaluzia, Spania, cu o populație de 534 locuitori.